# José Luis González (voleibol)
José Luis González (27 de dezembro de 1984) é um voleibolista profissional argentino.

## Carreira
José Luis González é membro da seleção argentina de voleibol masculino. Em 2016, representou seu país nos Jogos Olímpicos de Verão no Rio de Janeiro, que ficou em quinto lugar.